# Kanton Metz-1
Kanton Metz-1 (fr. Canton de Metz-1) je francouzský kanton v departementu Moselle v regionu Grand Est. Tvoří ho pouze část města Mety. Zřízen byl v roce 2015.